# Thereus praxis
Thereus praxis is een vlinder uit de familie van de Lycaenidae. De wetenschappelijke naam van de soort werd als Thecla praxis in 1887 gepubliceerd door Godman & Salvin.